# Leptodeira polysticta
Espèce
Synonymes
- Leptodira polysticta Günther, 1885
- Leptodeira septentrionalis polysticta (Günther, 1885)

Leptodeira polysticta  est une espèce de serpents de la famille des Dipsadidae.

## Répartition
Cette espèce se rencontre :
- au Mexique ;
- au Belize ;
- au Guatemala ;
- au Honduras ;
- au Nicaragua ;
- au Salvador ;
- au Costa Rica.

## Description
C'est un serpent ovipare.

## Publication originale
- Günther, 1885 : Reptilia and Batrachia, Biologia Centrali-Américana, Taylor, & Francis, London, p. 1-326 (texte intégral).